# 凯伦·乌伦贝克
凯伦·凯斯库拉·乌伦贝克（英語：Karen Keskulla Uhlenbeck，1942年8月24日—）是一位美国数学家。她是德克薩斯州大學奧斯汀分校的退休荣誉数学教授，在那里她担任Sid W. Richardson基金会董事会主席。她目前是普林斯顿高等研究院的访问助理和普林斯顿大学的高级研究访问学者。
乌伦贝克凭借“她在几何偏微分方程，规范场论和可积系统方面的开创性成就，以及她在数学分析、几何学和数学物理方面的工作的基本影响”赢得了2019年的阿贝尔奖。她是第一位获该奖的女性。

## 生平
1942年出生于美国克利夫兰，1968年获得布兰戴斯大学的数学博士学位。2019年获阿贝尔奖，表彰她在偏微分方程、规范场论和可积系统方面的开创性成果，并且深刻影响了分析学、几何学和物理学。